# モンベルチェッリ
モンベルチェッリ（伊: Mombercelli）は、イタリア共和国ピエモンテ州アスティ県にある、人口約2,100人の基礎自治体（コムーネ）。

## 地理

### 位置・広がり

#### 隣接コムーネ
隣接するコムーネは以下の通り。
- ベルヴェーリオ
- カステルヌオーヴォ・カルチェーア
- モンタルド・スカランピ
- モンテグロッソ・ダスティ
- ロッカ・ダラッツォ
- ロッケッタ・ターナロ
- ヴィンキオ

#### 地震分類
イタリアの地震リスク階級 (it) では、4 に分類される
。

## 行政

### 分離集落
モンベルチェッリには、以下の分離集落（フラツィオーネ）がある。
- Borra, Costarossa, Crocetta, Freto, Gazo, Laioli, Moncucco, Nisorella, Piana, Pontetto, Resio, Roeto, , Ronchi, Sabbione, Tocco, Vallone, Variala, Porizzi, Bogliolo, Stato

## 姉妹都市
- Villedieu-sur-Indre、フランス